# William Butler Yeats
William Butler Yeats, irski pesnik, dramatik in politik, nobelovec, * 13. junij 1865, Dublin, Irska, † 28. januar 1939, Menton, Francija.
Bil je eden najpomembnejših književnikov 20. stoletja in vodilna osebnost irske ter širše britanske književnosti tega časa. Že v zgodnji mladosti se je začel zanimati za pesništvo, pri čemer sta ga spočetka navdihovala predvsem  irska mitologija in okultizem, kasneje pa se je usmeril v realizem. Ključno je vplival na  irsko renesanso in je s somišljeniki ustanovil gledališče Abbey Theatre, ki ga je v prvih letih tudi vodil. Leta 1923 je kot prvi Irec prejel Nobelovo nagrado za književnost, a je eden redkih književnikov, ki je ustvaril svoja največja dela po prejemu te nagrade. Leta 1920 je postal tudi senator zgornjega doma irskega parlamenta in to funkcijo  opravljal dva mandata.

## Življenjepis
William je bil sin Johna Butlerja Yeatsa, odvetnika, ki je postal portretist. Otroštvo je preživel s svojo babico v rojstnem kraju in se izobraževal v Londonu in Dublinu. Po študiju umetnosti v Dublinu se je leta 1880 posvetil literaturi. Med semestralnimi počitnicami doma je postal navdušen nad dediščino irske kulture. Yeats je bil protestant in je odraščal v deželi, ki je bila polna verskih bitk med katoličani in protestanti; naslonil se je na obe strani. Njegov dobri prijatelj je bil Oscar Wilde, ki mu je predstavil francoski simbolizem. Od takrat je Yeats prevzel angleško književnost, zlasti irsko literaturo.
Ko se je družina leta 1887 preselila v London, je postal pisatelj in se podrobneje ukvarjal z  angleškimi romantiki (predvsem s Shelleyjem in Williamom Blakom), hinduizmom in mistiko ter se pridružil Teozofskemu društvu. Spoznal je njegovo ustanoviteljico Heleno Blavatsky. Leta 1890 je postal član »diskretne čarobne skupnosti«,  hermetičnega reda Zlate zore, leta 1903 je presedlal k redu Stella Matutina, nasledniku Zlate zore, in bil leta 1911 izvoljen za imperatorja templja Amoun 
v Londonu. Njegovo versko ime je bilo Daemon est deus inversus (Demon je preobrnjeni bog). V svojem eseju Magie pravi:
»Verjamem v vizijo resnice v globinah uma, ko so oči zaprte.«
Ena najbolj znanih pesmi ima naslov Oisinova potovanja (The Wanderings of Oisin), 1889, objavljena je bila v zbirki Oisinova potovanja in druge pesmi (The Wanderings of Oisin and Other Poems). V tej pesmi se mladi Yeats pohvali poganskemu bardu Ossianu, katerega življenjske faze pripisujejo alegoričnim prostorom, kot je otok mladih. 
Nekatere Yeatsove pesmi so postale ljudske, kot je Down by the Salley Gardens, 1889. Starost pozitivizma je zanikal, hotel je postati vizionar in privlačile so ga simbolične slike.
Med enim od svojih prebivanj na Irskem leta 1899 je Yeats spoznal igralko in irsko nacionalistko Maud Gonne in se vanjo zaljubil. Občudovala ga je, vendar naklonjenost ni bila vzajemna. Zaradi svoje strasti do nje se je Yeats pridružil irskim nacionalistom. Na premieri njegove igre Cathleen ni Houlihan leta 1902 je Gonne igrala glavno vlogo. Svoja prizadevanja za Maud Gonne je Yeats opisal v pesmih, zlasti v keltskih magijah in alegorijah Veter med trstikami (The Wind among the Reeds).
Leta 1896 se je vrnil na Irsko. Z irskimi intelektualci se je pogosto srečeval, tudi z Oliverjem St. Johnom Gogartyjem, na gradu Dunguaire ali v parku Coole, dvorcu irske pisateljice Lady Gregory, ki ga je kasneje spremljala na potovanja na celino. Leta 1916 je kupil preostanek normanskega gradu blizu parka Coole in dvanajst let živel v Thoor Ballyleeju ob reki Cloon pri Gortu. Tam je napisal pesmi za pesniški zbirki Stolp in Zavite stopnice.
Leta 1902 je s podporo Lady Gregory, Williama in Franka Faya, kasneje tudi Annie Horniman in igralke Florence Farr, ustanovil irsko narodno gledališče (Irish National Theatre Society), iz katere je decembra 1904 izšel dublinski Abbey Theatre, poznejše Irsko narodno gledališče  in ga vodil do leta 1936. Za repertoar gledališča je veliko pisal sam, in uspel kot avtor, za gledališče je veliko pisal tudi John Millington Synge.
Od leta 1913 je Yeats nekaj časa živel v Sussexu z ameriškim pesnikom Ezro Poundom, ki mu je predstavil daljnovzhodno literaturo (poezijo in drame). Prijateljstvo je zbledelo, ko je leta 1916 Pound uredil objavo Yeatsovih pesmi v ameriški reviji Poetry, a s svojimi prilagoditvami, ki jih Yeats ni odobril.
Leta 1917 se je poročil z Georgie Hyde-Lees, ki jo je uvedel v okultizem. Imela sta dva otroka: Anne (1919−2001) in Michaela Yeatsa (1922−2007).
Yeats je dublinsko velikonočno vstajo leta 1916 komentiral v pesmi Velika noč 1916, ki je bila leta 1921 objavljena v zbirki Michael Robartes and the Dancer. V velikonočni pesmi opozarja irske svobodne borce z besedami:
Vse se je popolnoma spremenilo.
Rojena je grozna lepotica.
Po ustanovitvi irske svobodne države je bil od leta 1922 do leta 1928 član irskega senata.
Yeats je pisal prozo, poezijo, drame in eseje. Leta 1923 je bil nagrajen z Nobelovo nagrado za književnost..
Leta 1923 se je umaknil s funkcij, prekinil verske dejavnosti pri Stelli Matutini in izstopil iz reda.
28. januarja 1939 je umrl v hotelu Idéal Séjour v Mentonu in  bil pokopan v Franciji v kraju Roquebrune-Cap-Martin.
Leta 1948 je bil prepeljan v Drumcliff. Vas je približno 6 km severno od Sliga v slikoviti pokrajini, ki se danes imenuje Yeats Country, saj ima značilnosti, ki so zelo vplivale na njegovo delo.

## Delo in filozofija
Yeats je bil eden od pobudnikov renesanse irske poezije, še posebej kot vodja Abbey Theatra. Njegovi verzi so bili sprva v slogu Shakespearja, na njegovo zgodnjo poezijo pa sta vplivala Charles Baudelaire in Paul Verlaine. V romantičnih slikah razpoloženja je opisoval starodavne Kelte in njihove mite, kot jih je videl. Njegova dela tega obdobja zaznamujejo sanjsko vzdušje in irsko folkloro iz zbirke njegove prijateljice in zaupnice Lady Gregory. Yeats je objavil dve zbirki irskih zgodb in legend: Vile in ljudske pripovedi irske kmetije (Fairy and Folk Tales of the Irish Peasantry), 1888; Irske pravljice (Irish Fairy Tales), 1892.
Yeats je prvi objavil celotno izdajo del angleškega pesnika in slikarja Williama Blaka skupaj z Edwinom Ellisom, prijateljem njegovega očeta. Oba sta začela svoje delo leta 1889 in sta ga lahko objavila leta 1893 v Londonu. 
Yeats je napačno domneval, da ima Blake tudi irske korenine. Blake je bil privlačen za Yeatsa, ker je bil nenaklonjen materializmu, privlačilo ga je, kako Blake posebej v svojih preroških delih odpre velik prostor, v katerem komunicira z duhovi stare keltske Britanije in ustvari mitološke osebnosti iz globin svojega uma. Yeats je to videl kot možen vzorec prihajajoče irske literature. 
Po letu 1891 je postal prepričan, da bi morala irska kultura, zlasti literatura, podpreti, če ne nadomestiti, politični boj. Zato pa bi morala biti manj romantičnomistična, vendar jasna in neposredna. Okoli leta 1909 je spremenil svoj slog: čeprav je ostal zapleten, je postal težje razumljiv, saj je dodal teoretičnofilozofske prvine. Na igro v štirih dejanjih iz leta 1921 o keltskem junaku Cú Chulainnu Four Plays for Dancers je močno vplivalo japonsko Nō gledališče. To so zelo stilizirani deli predstave na majhnem odru; avtor uporablja vokal, maske, ples in zbor. Tako je ustvaril poetično dramo, v kateri se nov stilizem in politični mit združita v simbolične sanje.
Starejši Yeats je postal plodovitejši kot pesnik: Divji labodi v Cooleju (The Wild Swans at Coole), 1917, Stolp (The Tower), 1928, imenovan po Thoor Ballylee, in končno Zavite stopnice (The Winding Stair) iz leta 1929. V teh novejših pesmih je Yeatsov jezik vedno močnejši, slike postanejo konkretnejše in simbolizem celovitejši. Novo pridobljena bližina življenja ne omejuje njegove poetične in slikovne domišljije. Vse bolj se mu mit odpira kot simboličen izraz dogodkov njegovega časa.
Svojo filozofijo je predstavil v prozi A Vision (revija 1937, dopolnjena izdaja 1937), ki jo je napisal skupaj s svojo ženo. Tudi v starosti 70 let je presenetil in navdušil svoje občinstvo s pesniškimi zbirkami Nove pesmi (New Poems) in Zadnje pesmi in dve igri (Last Poems and Two Plays).
Dragoceni podatki o Yeatsovem razmišljanju so v njegovih avtobiografskih delih Autobiographies, 1927, in Dramatis personae, 1936. Te simbolike ni lahko razumeti; njegova ljubezen za severnoevropsko in grško, njegovo občudovanje Platona in neoplatonizma, njegovo močno zanimanje za magijo, njegova žena Georgie naj bi bila medij, mit in alkimija so  nekatere njegove ideje. Prepričan je bil o cikličnem vračanju zgodovinskih pojavov. Njegove arhetipske podobe v različnih delih starega se prav tako vrnejo, se združijo in množijo. Ti simboli niso sami; brez njegove naraščajoče modrosti, njegove strasti in veselja v življenju bi bili nič, toda racionalisti ga težko razumejo.
Yeats je zlasti v kasnejših letih svojo poezijo povezal s sistemom sveta in razlago zgodovine, spajanjem okultnih in mističnih učenj v osebno filozofijo življenja. V A Vision, an Explanation of Life Founded upon the Writings of Giraldus and upon certain Doctrines Attributed to Kusta Ben Luka (1925, dopolnjena izdaja 1937) Yeats razlaga svoje prepričanje, da je dva tisoč let cikla, ki se je začel s Kristusom, v kulturi Bizanca dosegel svoj višek okoli leta 1000 in se apokaliptično končal v današnjem času. Yeats dramatik se upre sodobnemu kaosu (svetovnemu kaosu) s svojim izražanjem v pesniški obliki, ostaja slovesen, junaški in preprost. Po njegovem mnenju naturalizem in buržoazni realizem zmanjšata pomen človeka in njegovih možnosti. Pogled na človeka kot proizvod zapletenih družbenih in zgodovinskih okoliščin izraža Yeats v svojih pesniških tragedijah, ki se dogajajo v legendarni irski preteklosti, z zgledno jasnostjo in poenostavitvijo realnosti, kot so ljubezen, pogum, sovraštvo, lojalnost ali ljubosumje ali izdajstvo in čast; njegovi junaki in junakinje se odločajo glede na omejitve neugodnih okoliščin in ne glede na upor. 

## Izbrana dela
- zbirka Divji labodi v Cooleju (Wild Swans at Coole) 1917 in 1919
- zbirka Michael Robartes in plesalka (Michael Robartes and the Dancer, 1921); v zbirki upesnjuje tri vsebinske sklope: zgodovinskega, apokaliptičnega in osebnega
- Oisinova potovanja in druge pesmi (1889)
- Keltski somrak (1893)
- Jezero na otoku Innisfree (1893)
- Dežela srčnih želja (1894)
- Skrivna vrtnica (1897)
- Veter med trstičjem (1899)
- Cathleen ni Houlihan (1902)
- Ideje dobrega in zla (1903)
- In Seven Woods (1904)
- Odkritja (1907)
- Deirdre (1907)
- Zelena čelada (1910)
- Odgovornosti in druge pesmi (1914)
- Štiri igre za plesalce (1921)
- Štiri leta (1921)
- Maček in Luna (1924)
- Vizija (1925, 1937)
- Avtobiografije (1926)
- Stolp (1928)
- Vetrno stopnišče in druge pesmi (1929)
- Zbrane igre (1934)

Prevodi v slovenščino
Pod tvoje stare dni, O da imam, Tam doli v parku …, Jezerski otok Innisfree / prevedel Griša [Koritnik]. – V: Listič iz angleške lirike. – [S. l. : samozaložba], 1929. – str. 51–54
Otok na jezeru Innisfree / prevedel Božo Pahor. – V: Mladinska revija. – 1949/50, str. 422
Tam doli na aleji … / prevedel Janez Menart. – V: Beseda : revija za književnost in kulturo. – ISSN 1580-8602. – Letnik 1 (1951/52), str. 360
Pesmi / prevod A. Rečan. – Most. – ISSN Y500-4292. – Leto 2, št. 5 (1965), str. 10–11 – Vsebina: Leda in Labod ; Nikoli ne daj vsega srca ; Po dolgem molku ; Vse me lahko zvabi ; Novice za delfijsko preročišče ; Drugi prihod ; Kaj potem ; Noro kot megla in sneg
Izbrano delo / [izbral, prevedel in spremno besedo napisal Veno Taufer]. – V Ljubljani : Cankarjeva založba, 1983. – (Nobelovci ; 76)
Devetnajststo devetnajst / prevedel Veno Taufer. – Vsebuje tudi kratko biografijo pesnika. V: Razgledi. – ISSN 1318-0401. – Št. 9 (30. apr. 1993), str. 9, 17, 33.
Pogovor k prvi izdaji Svetniškega vrelca / [prevod Lado Kralj]. – O drami Svetniški vrelec Johna Millingtona Synga. V: Gledališki list SNG Drama. – ISSN 2350-3769. – Leto 71, št. 3 (1991/92),  str. 62–63 
William Butler Yeats / [izbral, prevedel in spremno besedo napisal Veno Taufer]. – Ljubljana : Mladinska knjiga, 1993. – (Zbirka Lirika ; 76)
Irski letalec sluti svojo smrt / [izbral Alojz Ihan] ; prevedel Veno Taufer. V: Orfejev spev / uredil Niko Grafenauer. – Ljubljana : Nova revija, 1998. – str. 551
Ko stara boš in siva ; Ob jezeru / prevedel Miha Pintarič. V: Tretji dan. – ISSN 1318-1238. – Letn. 32, št. 1/2 (jan./febr. 2003), str. 79
Syngova smrt : odlomki iz dnevnika, pisanega leta 1909 / prevedla Tina Mahkota. V: Gledališki list Slovenskega ljudskega gledališča Celje. – ISSN 0350-6274. – Letn. 62, št. 5 (2012/2013), str. 47–53
Tragična generacija : četrta knjiga (odlomek) / prevedla Tina Mahkota. – O irskem dramatiku J. M. Syngu. V: Gledališki list Slovenskega ljudskega gledališča Celje. – ISSN 0350-6274. – Letn. 62, št. 5 (2012/2013), str. 43–45
Zbrana poezija 3 / prevedla Nada Grošelj - Poetikonove lire, 62. knjiga, 2016
(Vir:  Arhivirano 2018-03-08 na Wayback Machine.)

## V glasbi
Na albumu HMS Donovan ima Donovan pesem The Song of Wandering Aengus. Prav tako Judy Collins različico te pesmi, na folk melodijo z naslovom The Golden Apples of the Sun, objavljena leta 1963. Na njenem albumu Livin'  (1971) je The Lake Isle Innisfree. Tudi na tej in na No Second Troy temelji pesem Yeats' Grave na albumu No Need to Argue irske rok skupine The Cranberries.
Ameriška tekstopiska Joni Mitchell je posnela pesem na LP Night Ride Home leta 1991 in Slouching Towards Bethlehem, ki temelji na Yeatsovi pesmi The Second Coming.
Kasneje je Angelo Branduardi Yeatsu postavil poseben spomenik z glasbeno obravnavo nekaterih njegovih balad in pesmi. To so med drugimi To a Child, Dancing in the wind, The Fiddler of Dooney in The Lake Isle of Innisfree. V italijanščino je prevedla Luisa Zappa Branduardi.
Carla Bruni je pela Those Dancing Days Are Gone iz No Promises.